# Фармінгтон (Вашингтон)
Фармінгтон (англ. Farmington) — місто (англ. town) в США, в окрузі Вітмен штату Вашингтон. Населення — 131 особа (2020).

## Географія
Фармінгтон розташований за координатами 47°5′20″ пн. ш. 117°2′47″ зх. д. / 47.08889° пн. ш. 117.04639° зх. д. (47.088886, -117.046349).  За даними Бюро перепису населення США в 2010 році місто мало площу 0,88 км², уся площа — суходіл. В 2017 році площа становила 0,94 км², уся площа — суходіл.

## Демографія
Згідно з переписом 2010 року, у місті мешкало 146 осіб у 54 домогосподарствах у складі 41 родини. Густота населення становила 165 осіб/км².  Було 65 помешкань (74/км²).
Расовий склад населення:
| - 97,3 % — білих - 2,7 % — корінних американців |

До двох чи більше рас належало 0,0 %. Частка іспаномовних становила 2,1 % від усіх жителів.
За віковим діапазоном населення розподілялося таким чином: 26,0 % — особи молодші 18 років, 57,6 % — особи у віці 18—64 років, 16,4 % — особи у віці 65 років та старші. Медіана віку мешканця становила 42,3 року. На 100 осіб жіночої статі у місті припадало 114,7 чоловіків;  на 100 жінок у віці від 18 років та старших — 107,7 чоловіків також старших 18 років.
Середній дохід на одне домашнє господарство  становив 63 497 доларів США (медіана — 52 250), а середній дохід на одну сім'ю — 73 272 долари (медіана — 60 625). За межею бідності перебувало 2,9 % осіб, у тому числі 3,3 % дітей у віці до 18 років та 0,0 % осіб у віці 65 років та старших.
Цивільне працевлаштоване населення становило 46 осіб. Основні галузі зайнятості: освіта, охорона здоров'я та соціальна допомога — 26,1 %, науковці, спеціалісти, менеджери — 13,0 %, роздрібна торгівля — 10,9 %, сільське господарство, лісництво, риболовля — 10,9 %.